# Бнін (Накельський повіт)
Бнін (пол. Bnin) — село в Польщі, у гміні Садки Накельського повіту Куявсько-Поморського воєводства.
Населення — 259 осіб (2011).
У 1975-1998 роках село належало до Бидгощського воєводства.

## Демографія
Демографічна структура станом на 31 березня 2011 року:
|          | Загалом | Допрацездатний вік | Працездатний вік | Постпрацездатний вік |
| -------- | ------- | ------------------ | ---------------- | -------------------- |
| Чоловіки | 136     | 29                 | 96               | 11                   |
| Жінки    | 123     | 29                 | 64               | 30                   |
| Разом    | 259     | 58                 | 160              | 41                   |